# ジグザグ補題
数学、特にホモロジー代数学におけるジグザグ補題（ジグザグほだい、英: zig-zag lemma）は、鎖複体のホモロジー群から成るある種の長完全列の存在を述べるものである。この結果は任意のアーベル圏で通用する。

## 補題の主張
任意のアーベル圏（アーベル群の圏や与えられた体上のベクトル空間の圏など）において、{\displaystyle ({\mathcal {A}},\partial _{\bullet }),({\mathcal {B}},\partial _{\bullet }'),({\mathcal {C}},\partial _{\bullet }'')} が以下の短完全列を満たす鎖複体だとする：
{\displaystyle 0\longrightarrow {\mathcal {A}}{\stackrel {\alpha }{\longrightarrow }}{\mathcal {B}}{\stackrel {\beta }{\longrightarrow }}{\mathcal {C}}\longrightarrow 0}
この系列は以下の可換図式の略記であるとする：
ここで各行は全て完全で、各列は全て鎖複体である。
ジグザグ補題は、境界写像（族）
{\displaystyle \delta _{n}:H_{n}({\mathcal {C}})\longrightarrow H_{n-1}({\mathcal {A}}),}
が存在して、次の系列を完全にすることができることを主張する：
{\displaystyle \alpha _{*}^{}} と {\displaystyle \beta _{*}^{}} は、通常のやり方で誘導されたホモロジー群の間の写像である。境界写像 {\displaystyle \delta _{n}^{}} は以下の節で説明する。この補題の名称は、系列における写像が「ジグザグ」に走ることから来ている。不運な用語法のバッティングにより、ホモロジー代数には『蛇の補題』の名を持つ別の結果があるにもかかわらず、この命題（ジグザグ補題）はその名（蛇の補題）でも一般に知られている。蛇の補題を使うと、ジグザグ補題のここに記すものとは別の証明が得られる。

## 境界写像の構成
写像 {\displaystyle \delta _{n}^{}} は標準的な図式追跡の議論を使って定義できる。{\displaystyle c\in C_{n}} を、 {\displaystyle H_{n}({\mathcal {C}})} に属すある同値類の代表元とする。よって {\displaystyle \partial _{n}''(c)=0} 。行方向の完全性より {\displaystyle \beta _{n}^{}} は全射なので、{\displaystyle \beta _{n}^{}(b)=c} となる {\displaystyle b\in B_{n}} が存在しなければならない。図式の可換性より、 
{\displaystyle \beta _{n-1}\partial _{n}'(b)=\partial _{n}''\beta _{n}(b)=\partial _{n}''(c)=0}
再び行方向の完全性より、 
{\displaystyle \partial _{n}'(b)\in \ker \beta _{n-1}=\mathrm {im} \alpha _{n-1}}
{\displaystyle \alpha _{n-1}^{}} は単射だから、{\displaystyle \alpha _{n-1}(a)=\partial _{n}'(b)} を満たす {\displaystyle a\in A_{n-1}} が一意的に存在する。これは輪体である。なぜなら {\displaystyle \alpha _{n-2}^{}} は単射で、かつ {\displaystyle \partial ^{2}=0} より
{\displaystyle \alpha _{n-2}\partial _{n-1}(a)=\partial _{n-1}'\alpha _{n-1}(a)=\partial _{n-1}'\partial _{n}'(b)=0}
が従うからである（つまり {\displaystyle \partial _{n-1}(a)\in \ker \alpha _{n-2}=\{0\}} ）。{\displaystyle a} は輪体なので、{\displaystyle H_{n-1}({\mathcal {A}})} に属すある同値類の代表元になる。ここで、
{\displaystyle \delta _{}^{}[c]=[a]}
と定義する。このように定義された境界写像は well-defined であることが示せる（つまり写像が c と b の選択に依らずに定まる。証明は上記の図式追跡の議論と同様である）。また同様の議論で、長系列が各ホモロジー群のところで完全であることも示せる。